# 秋瑾故居
參數所指定的目標頁面不存在，建議更正成存在頁面或直接建立下列一個頁面（建立前請先搜尋是否有合適的存在頁面可以取代）：
- 漳州秋瑾故居

29°59′26″N 120°34′33″E / 29.99056°N 120.57583°E
秋瑾故居位于中国浙江省绍兴市越城区塔山西南麓和畅堂35号，秋瑾在这里度过少女时代，1906年自日本回乡后也居住在这里，直至1907年就义。1988年被列为第三批全国重点文物保护单位。2006年公布第六批全国重点文物保护单位时将位于轩亭口的秋瑾烈士纪念碑并入秋瑾故居一同保护。
故居原为明代朱赓别业的一部分，1890年由秋瑾祖父秋嘉禾典入以作颐养天年之所。占地900余平方米，建筑面积690平方米，砖木结构，五进三开间。